# Rivière Épinette
Pour les articles homonymes, voir Épinette.
La rivière Épinette est un affluent de la rivière aux Anglais coulant dans le territoire non organisé Rivière-aux-Outardes et la ville de Baie-Comeau, dans la municipalité régionale de comté de Manicouagan, dans la région administrative de la Côte-Nord, dans la province de Québec, au Canada.
La vallée de la rivière Épinette est desservie principalement par une route forestière qui remonte la vallée et le chemin de la rivière aux Anglais dans la partie inférieure.
La surface de la rivière Épinette est généralement gelée de début décembre à fin mars, sauf les zones de rapides; cependant, la circulation sécuritaire sur la glace se fait généralement de la mi-décembre à la mi-mars.[réf. nécessaire]

## Géographie
La rivière Épinette prend sa source sur le Bouclier canadien, à un petit lac non identifié (longueur: 0,2 km; altitude: 229 m). L'embouchure (côté sud) de ce petit lac forestier est située à 1,8 km au sud-ouest du cours de la rivière aux Anglais; à 15,9 km au nord-ouest de la confluence de la rivière aux Anglais et de la Baie des Anglais, sur la rive nord du fleuve Saint-Laurent.
À partir du lac de tête, le cours de la rivière Épinette descend sur 10,5 km entièrement en zone forestière, avec une dénivellation de 155 m, selon les segments suivants:
- 5,2 km vers le sud en serpentant d'abord entre les montagnes en entrant dans le territoire de Baie-Comeau, jusqu'à la décharge (venant du nord-ouest) de trois petits lacs, puis en serpentant dans une plaine forestière, jusqu'à la décharge (venant de l'ouest) des lac Bum et Gérin;
- 3,7 km vers l'est jusqu'à un ruisseau (venant du nord), puis formant un crochet vers le sud en serpentant pour contourner une montagne, jusqu'à la décharge (venant de l'ouest) d'un petit lac de montagne, puis vers l'est, jusqu'à un coude de rivière (en zone de marais), correspondant à la décharge (venant du sud du Lac Saint-Joseph;
- 1,6 km vers le nord-est d'abord en zone de marais, puis traversant le Lac Cinq Cents (longueur: 0,6 km; altitude: 83 m); puis vers l'est, jusqu'à son embouchure[3].

La rivière Épinette se déverse sur la rive ouest du Lac Fer à Cheval, lequel est traversé vers le sud-est par la rivière des Anglais, dans la ville de Baie-Comeau. Cette confluence est située à 10,9 km au nord-ouest de l'embouchure de la rivière aux Anglais et à 14,7 km au nord-ouest du centre-ville de Baie-Comeau. À partir de la confluence avec la rivière Épinette, le courant descend le cours de la rivière aux Anglais sur 18,6 km jusqu'à la Baie des Anglais, située sur la rive nord du fleuve Saint-Laurent.

## Toponyme
Une carte géographique paru en 1938, fait mention de «Épinette Creek» pour désigner ce cours d'eau.
Le toponyme « rivière Épinette » a été officialisé le 2 août 1974 à la Banque des noms de lieux de la Commission de toponymie du Québec.